# Sin ti (canción de Samo)
«Sin ti» es el primer sencillo del álbum debut Inevitable del cantante mexicano Samo. Fue lanzado como sencillo oficial el 27 de mayo de 2013. Musicalmente, «Sin ti» es una canción balada con influencias de géneros pop y pop latino. Fue compuesta por Samo junto a, Edgar Barrera y Andrés Castro.
El video de la canción fue dirigido por Ricardo Calderón y filmado en Veracruz, en la playa de Chachalacas. Se utilizó principalmente escenarios naturales de playa, laguna y dunas. El video musical se estrenó el 30 de julio de 2013.

## Composición y lanzamiento
El tema fue compuesto por Samo junto a Edgar Barrera y Andrés Castro. Fue lanzada como sencillo oficial el 27 de mayo de 2013. El 23 de julio de 2013 se lanza el álbum con 14 temas más un DVD que incluye el tema interpretado en vivo.
El tema fue escrito en Miami, Samo explicó que «es una canción que me apasiona e ilusiona muchísimo por todo lo que ha sucedido alrededor de 'Sin Ti', [...] cuando escuché el primer demo me cautivó, moría por oírla totalmente producida. Andrés Castro, quien fue el productor de esta canción, le dio en el clavo. Es un tema lleno de libertad y fuerza. El disco en general tiene esos sentimientos y esa pasión».
El 27 de septiembre de 2013 sale a la venta el álbum Voces por México incluyendo el sencillo, cuya recaudación será donada en su totalidad a la Cruz Roja Mexicana para apoyar a los damnificados del Huracán Manuel y del Huracán Ingrid.
En 2013 el tema se convirtió en parte de la banda sonora utilizada en la telenovela mexicana Quiero amarte.

## Presentaciones en vivo
En julio de 2013 realiza "Samo Sony Sessions", una presentación acústica donde interpreta el sencillo dentro de su setlist. 

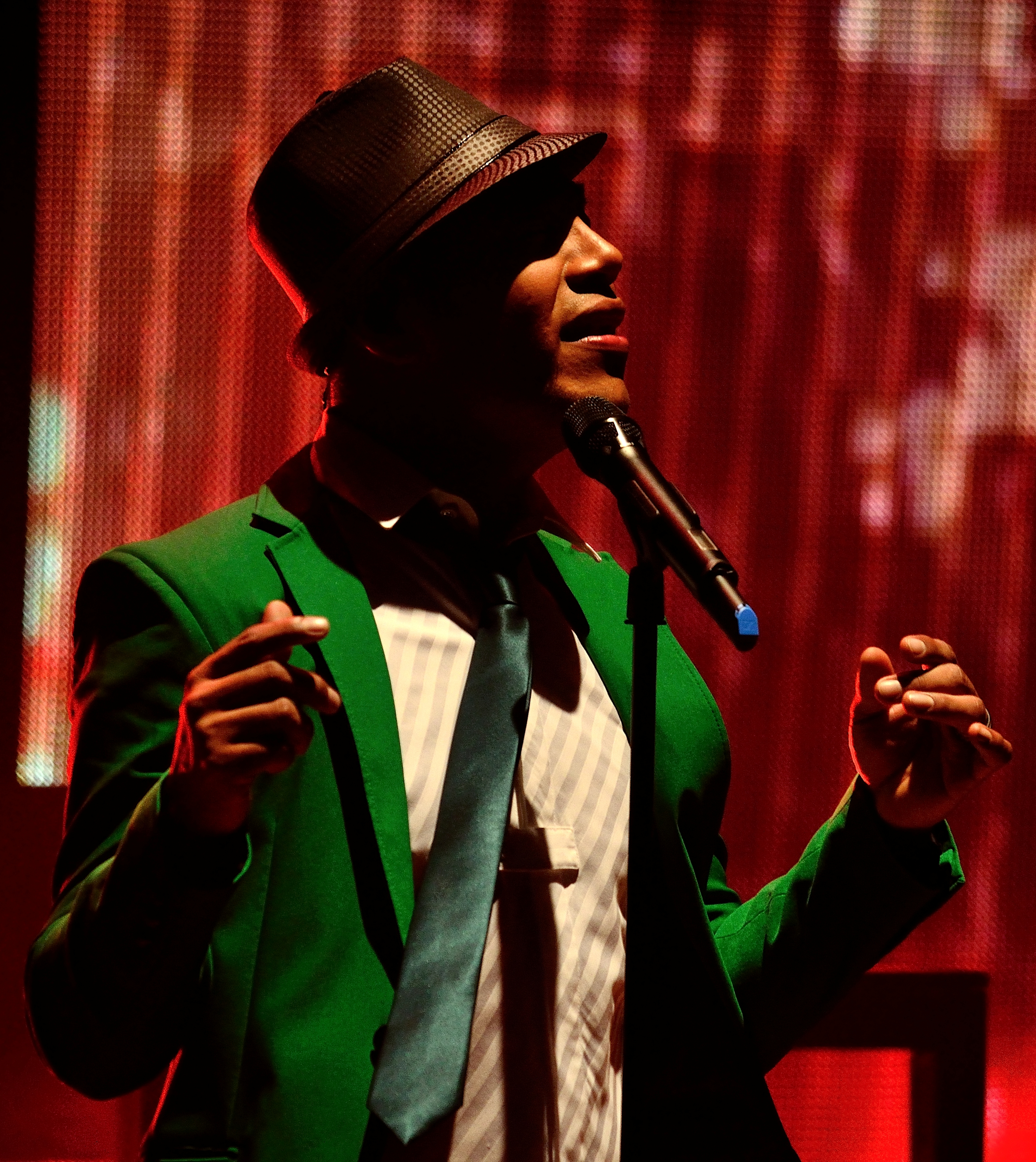
Samo durante la presentación del álbum en el Centro Cultural Roberto Cantoral, Ciudad de México.

El 1 de julio de 2013 se presenta en el programa mexicano Mojoe, conducido por Yolanda Andrade y Montserrat Oliver, interpretando su sencillo «Sin ti» junto a «¿De qué me sirve la vida?». El 3 de julio de 2013 se presenta en la concierto EXA Tampico interpretando «Sin ti» en el setlist de su show. El 4 de julio de 2013 se presenta en el concierto EXA Fest en San Luis Potosí interpretando el sencillo.
El 16 de julio interpreta «Sin ti» en el concurso de belleza Nuestra Belleza Nuevo León 2013 en Monterrey, Nuevo León. Ese mismo día se presenta en el concierto Exa Frozt 2013 llevado a cabo en el Arena Monterrey, interpretando el tema dentro de su setlist. El 21 de agosto de 2013 se presenta en el concierto EXA Ciel 2013 en la explanada del Complejo Cultural Universitario de Puebla, interpretando el tema. El 28 de agosto de 2013 es invitado al concierto Exa Frozt 2013 en Guadalajara interpretando «Inevitable», «De que me sirve la vida» y «Sin ti», fue llevado a cabo en el Auditorio Telmex.
El 4 de septiembre de 2012 se presenta en el programa mexicano Plan B del grupo OV7 interpretando la canción nuevamente». El 16 de septiembre de 2013 participa como jurado invitado en el reality show Idol Puerto Rico, donde además interpreta su sencillo por primera vez en dicho país. Samo aparece en el capítulo 143 de la telenovela argentina Solamente vos interpretando junto a Adrián Suar el sencillo «Sin ti». El 16 de octubre de 2013 interpretó el tema «Sin ti» en la presentación de la novela Quiero amarte. El 1 de noviembre de 2013 es invitado por Margarita "la diosa de la cumbia" a interpretar el tema en el concierto otorgado por la cantante colombiana en el Auditorio Nacional.

## Lista de canciones
- Descarga digital

| Sin ti — Single |          |          |  |
| N.º             | Título   | Duración |  |
| 1.              | «Sin ti» | 4:27     |  |

- Sencillo en CD

| — Sencillo en CD - Edición estándar |          |          |  |
| N.º                                 | Título   | Duración |  |
| 1.                                  | «Sin ti» | 4:27     |  |

| — Sencillo en CD - Bonus DVD |                    |          |  |
| N.º                          | Título             | Duración |  |
| 1.                           | «Sin ti» (en vivo) | 4:38     |  |

## Video musical

### Desarrollo y lanzamiento
El video fue filmado en su tierra natal, Veracruz, en la playa de Chachalacas, y estuvo bajo la dirección de Ricardo Calderón. La filmación duró dos días y cada jornada comenzaba antes del amanecer para poder captar esas imágenes desde muy temprano. El 6 de junio de 2013 el cantante sube a su Twitter oficial «Seguimos grabando el video de #SinTi. ¿En cual lugar creen que se está grabando? :)». El video fue estrenado el 30 de julio de 2013 en su cuenta oficial de VEVO. El 5 de agosto de 2013 se suben las escenas detrás de cámara de la filmación del video al canal oficial en Youtube. El 6 de agosto de 2013 se pone a la venta en descarga digital el video musical.

### Sinopsis
El video comienza con una imagen de las dunas, se ve la parte de abajo del cantante, vestido con un traje color verde, arrastrando un micrófono, se ven imágenes de gaviotas y luego la primera imagen de Samo, de espalda. Se ve la siguiente escena, él cantando en una playa, mientras se intercala con diferentes escenas, una donde se lo ve caminando, otra de perfil cantando y finalmente una en la que una mujer arrastra un violonchelo. Se ven imágenes del paisaje y luego él andando en bicicleta. Nuevamente se lo ve vestido con un traje verde cantando mientras se intercala con escenas de él en la playa interpretando el tema. En una de las últimas escenas se lo ve vestido con una musculosa blanca, dentro del agua. El video finaliza con él, en la playa, alejándose lentamente.

### Posiciones del video
| Lista (2013)                       | Posición |
| ---------------------------------- | -------- |
| Dame Diez - Ritmoson latino        | 1        |
| Top Love - Telehit                 | 6        |
| Los 15 Mejores Melódicos - Qmúsica | 2        |

## Posicionamiento y certificaciones

### Posiciones
| País           | Organismo      | Lista                  | Mejor posición |
| 2013           | 2013           | 2013                   | 2013           |
| -------------- | -------------- | ---------------------- | -------------- |
| México         | Monitor Latino | Top Pop                | 1              |
| México         | Monitor Latino | Top General            | 9              |
| México         | Billboard      | México Spanish Airplay | 1              |
| Estados Unidos | Billboard      | Latin Airplay          | 36             |
| Estados Unidos | Billboard      | Latin Pop Songs        | 24             |
| Estados Unidos | Billboard      | Hot Latin Songs        | 35             |
| Estados Unidos | Monitor Latino | Top AC/Pop             | 16             |
| Costa Rica     | Charly 1300    | Top 40                 | 5              |
| Perú           | Top Latino     | Top 40 Latino          | 3              |

### Anuales
| País   | Organismo      | Lista           | Mejor posición |
| 2013   | 2013           | 2013            | 2013           |
| ------ | -------------- | --------------- | -------------- |
| México | Monitor Latino | Top 100 General | 51             |

### Certificación
| País      | Organismo certificador | Certificación | Ventas certificadas | Ref.   |
| --------- | ---------------------- | ------------- | ------------------- | ------ |
| México    | AMPROFON               | Oro           | 30 000              | [ 47 ] |
| Venezuela | AVINPRO                | Oro           | 15 000              | [ 48 ] |

## Lanzamiento
| Región              | Fecha              | Formato                                  | Edición          | Discográfica |
| ------------------- | ------------------ | ---------------------------------------- | ---------------- | ------------ |
|                     | 18 de mayo de 2013 | Radio Premiere                           | Edición estándar | Sony Music   |
| 16 de julio de 2013 | Descarga digital   | Edición estándar                         |                  | Sony Music   |
| 23 de julio de 2013 | Descarga digital   | Edición estándar + DVD (Versión en vivo) |                  | Sony Music   |